# アイナル・ナウマン

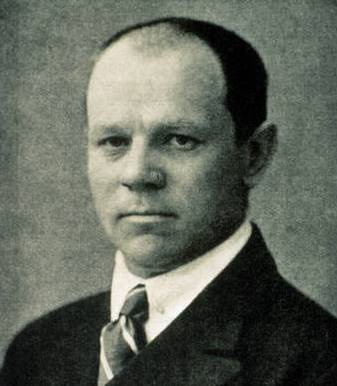
アイナル・ナウマン

アイナル・ナウマン（Einar Naumann、1891年8月13日 - 1934年9月22日）はスウェーデンの陸水学者。

## 略歴
ルンド大学で学び、1917年中部・南部スウェーデンのプランクトンと湖底沈殿物に関する論文で学位を得た。これは総合湖沼学の礎となった。1921年にはドイツ人のアウグスト・ティーネマンとともに生物を基礎とする湖沼標式に関する論文を発表、翌1922年にはティーネマンとともに国際理論応用陸水学会を設立した。1929年以降は母校ルンド大学で教授として教鞭を執った。研究分野は広範に及び、湖沼生物学の技術を応用し、淡水生物生産技術の研究に意欲的に取り組んだ。またミジンコを微量汚濁物質の検出に用いる研究も行っている。その後も湖沼研究の第一人者として活躍したが、1934年9月に自殺してしまった。
彼の業績を記念して、陸水学の分野で特に優れた業績のあった者には1948年からナウマン・メダル（1972年からはナウマン・ティーネマン・メダル）が贈られている。

## 典拠
1. ↑  SIL Awards: Naumann-Thienemann Medal Archived 2014年10月8日, at the Wayback Machine.